# Seumas O’Kelly
Seumas O’Kelly (Seamus O’Kelly; * zwischen 1875 und 1881 in Loughrea; † 14. November 1918 in Dublin) war ein irischer Journalist und Schriftsteller.
O’Kelly arbeitete als Journalist für den United Irishman und den The Connaught Leader. Später war er Herausgeber des The Southern Star und des Leinsten Leader. 1918 übernahm er die Leitung der Sinn-Féin-Zeitschrift The Nationality. Als am 14. November 1918 Anhänger Großbritanniens die Redaktion überfielen, erlitt er einen Herzinfarkt und starb.
Bekannt wurde O’Kelly vor allem als Dramatiker mit Werken wie The Matchmakers, The Shuiler’s Child, The Bribe, The Parnellite, Meadowsweet und Driftwood. Seine Kurzgeschichte The Weaver’s Grave gilt als ein Meisterwerk dieses Genres.